# 壞死

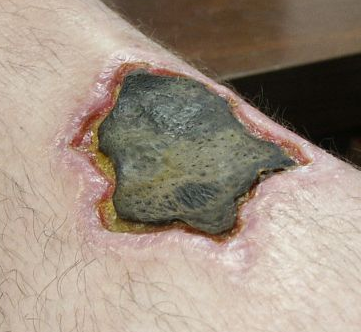
因棕色遁蛛咬傷而造成的組織壞死

壞死（英語：Necrosis），又稱細胞壞死，被認為是一種由外部或內部物理性因素（例如熱力、應力和輻射等）、強鹼、強酸及毒物等化學性因素，以及內毒素和病原體等生物性因素誘發的永久性細胞或活體組織死亡，並且具有是混亂無序且基本上不可控（部分類型的壞死是可以被信號傳導通路所控制，例如死亡域受體和類鐸受體）的特徵，一旦發生則難以逆轉。它跟細胞凋亡不同，細胞凋亡是細胞正常性的死亡，通常對生物的身體及成長是有益的，而壞死通常是指因外在因素造成病理性或非正常的細胞死亡。
壞死並不是在2005年首次報道的「程序性壞死」（Necroptosis），兩者不能混作一說。程序性壞死是一種程序性細胞死亡，並且與細胞凋亡的病理學特徵截然不同，它的發生不由胱天蛋白酶主控，而且沒有線粒體細胞色素c的釋放。

## 形態學模式
細胞壞死有六種常見且獨特的形態學模式：
- 凝固性壞死（英语：Coagulative necrosis）的特徵是在死亡組織中形成凝膠狀物質，令組織的結構得以維持[2]，並且可以透過光學顯微鏡進行觀察。凝固作用是蛋白質變性的結果，導致白蛋白轉變為牢固和不透明的狀態[3]。這種壞死模式通常出現在梗塞等缺氧或低氧環境中。凝固性壞死主要發生在腎臟、心臟和腎上腺等組織中[3]，而嚴重的缺血也經常會導致凝固性壞死[4]。
- 液化性壞死（英语：Liquefactive necrosis）的特徵是已消化的壞死組織因酶性分解而發生溶解液化，並且形成粘性液體[2]。這是細菌感染或真菌感染的典型特徵，因為它們具有刺激炎症反應的能力。由於存在死亡的白細胞，膿液通常呈乳黃色[2]。腦缺氧性梗死的表現為液化性壞死，因為腦中的結締組織很少，但是消化酶和脂質的含量很高，因此細胞可以很容易地被自身的酶所消化[3]。
- 壞疽性壞死（Gangrenous necrosis）可以被理解是一種類似於組織被木乃伊化的凝固性壞死。它是下肢和胃腸道缺血的特徵。如果壞死組織繼發腐敗菌感染，液化性壞死就會發生[5]。
- 乾酪样壞死（英语：Caseous necrosis）可以被認為是凝固性壞性和液化性壞死的結合[3]，通常由結核桿菌、真菌和某些外來物質引起。乾酪性壞死的組織看起來像塊狀的白色奶酪，並且易碎。乾酪性壞死的細胞被分解，但是未被完全消化，並且留下顆粒狀顆粒[3]。顯微鏡檢查顯示無定形顆粒狀碎片包裹在明顯的炎症邊界內[2]，而肉芽腫同樣具有這種特徵[6]。
- 脂肪性壞死（英语：Fat necrosis）是脂肪組織的特異性壞死[6]，並且是由於已活化的脂酶對脂肪組織的作用所致。它會在胰臟中導致急性胰腺炎，胰酶會滲入腹膜腔，並且通過脂肪皂化反應將三酸甘油酯分解為脂肪酸，從而把膜液化[2]。鈣、鎂或鈉可能與這些病灶結合，產生一些白色物質，而鈣沉積物在顯微鏡下是獨特的，並且可能在射線照相（英语：Radiography）檢查中可被看見。鈣沉積物在肉眼觀察時為堅硬的白色斑點[4]。

- 纖維蛋白樣壞死（Fibrinoid necrosis）是一種特異性壞死，通常由免疫介導的血管損傷引起。它的特徵是具有抗原和抗體的免疫複合物，並且與纖維蛋白沉積在動脈壁[2]。

### 其他形態學模式
- 壞死也有其他非常特殊的形態學模式，例如壞疽（嚴重缺氧的肢體在臨床實踐中使用的術語）、由於螺旋體感染而引發的梅毒腫性壞死（gummatous necrosis）和由於器官或組織的靜脈引流受阻而引發的出血性壞死（hemorrhagic necrosis）。
- 被某些蜘蛛咬傷可能導致細胞壞死。在美國，只有棕色遁蛛造成的咬傷能發展為壞死。已知在其他國家也具有相同屬的蜘蛛，例如南美的智利遁蛛（英语：Chilean recluse spider）也會引起壞死。關於紅螯蛛屬和Hobo spider（英语：Hobo spider）具有導致壞死毒液的說法尚未得到證實。
- 在鼴形鼠亞科中，壞死過程取代了在許多生物中使用的系統性細胞凋亡的作用。低氧條件，例如鼴形鼠亞科洞穴中常見的條件，通常會導致細胞凋亡。為了適應更高的細胞死亡趨勢，鼴形鼠亞科在腫瘤抑制蛋白p53中進化出一種突變，以阻止細胞凋亡。人類癌症患者俱有類似的突變，並且認為鼴形鼠亞科更易患癌症，因為它們的細胞無法凋亡。根據羅徹斯特大學進行的一項研究，鼴形鼠亞科的細胞在三天之內，就會因過度刺激而釋放β型干擾素。細胞增殖受到細胞凋亡的抑制。在這種情況下，β型干擾素會觸發細胞壞死，而這種機制還殺死了鼴形鼠亞科的癌細胞。 由於這種腫瘤抑制機制，鼴形鼠亞科和其他鼴形鼠科對癌症具有抵抗力[7][8]。

## 鑒別
確定是否為壞死需要具有以下的條件：
首先，必須要在顯微鏡的觀察下呈壞死樣細胞的典型形態學特徵是必備條件。第二，要壞死細胞中的細胞膜完整性是否受到破壞。第三，壞死周圍組織的炎性反應是與細胞凋亡的重要區別特徵。第四，壞死中普遍存在的下游應答機制是自噬溶酶體的活化。第五點則是線粒體膜電勢和內質網應激的缺失。第六，部分壞死樣細胞的活性氧自由基濃度會增加，但是ROS的活性氧在壞死的發生及發展中沒有發揮關鍵性作用。第七，細胞的死亡是否能被necrostatin-1（一種特異性的RIP1抑制劑）特異性地抑制。最後，壞死通路激活的重要標誌是分子受體相互作用蛋白1（RIPK1）和RIPK3的相互作用和活化，以及混交激酶域蛋白（MLKL）的磷酸化。因此，在病理學上較容易鑒別壞死和凋亡。

## 調控機制
- 第一是腫瘤壞死因子及TNF-R1（英语：Tumor necrosis factor receptor 1）信號傳導通路，而這信號傳導通路的關鍵步驟是RIP1與RIP3的活化和結合，以及RIPK3（英语：RIPK3）的相互作用和活化，以及混交激酶域蛋白（MLKL）的磷酸化。在RIP1方面，其N末端的絲氨酸/蘇氨酸激酶活性允許其參與壞死的調控[1]，因為親環素（英语：Cyclophilin）D和腺嘌呤核苷酸移位酶（英语：Adenine nucleotide translocator）二者之間的相互作用被中斷，最終因胞內線粒體出現功能障礙而促使壞死的發生[10]。在RIP3方面，其擁有自身磷酸化的激酶活性[11]。TNF-R1在細胞接收到死亡信號後，會激活並將此信號傳遞至細胞內，而RIP1和RIP3接收到活化信號後，會啟動兩者的結合並開啟RIP1的磷酸化反應。RIP3同時開始自身的磷酸化。已磷酸化的RIP1-RIP3復合物作為壞死通路的關鍵信號分子，啟動下游的信號傳導通路，以及MLKL磷酸化和膜結合死亡執行程序，最終發生壞死[12]。
- 第二是RIP1/RIP3信號傳導通路。腫瘤壞死因子與TNF-R1在壞死信號的刺激下結合，形成腫瘤壞死因子受體相關死亡域蛋白（TRADD）可以為RIP1激酶提供結合位點。當RIP1加入TRADD後，就會形成膜相關復合物。RIP1在形成膜相關復合物後會被活化，並且與TAK1-TAB2復合物結合，接着IκB 激酶（英语：IκB kinase）（攜帶NEMO基因調節亞基）加入此復合物後，會形成更大的聚合物。聚合物中的IκB 激酶因發生磷酸化而促進核因子的釋放。TRADD和TRIP1同時間將從膜相關復合物上脫落，而caspase-8、Fas相關死亡域蛋白和RIP3激酶則與膜相關復合物結合，最終形成新的膜相關復合物。在新的膜相關復合物形成後，MLKL作為RIP3的底物，會發生磷酸化並從單體變為寡聚體，接着從細胞質轉移到細胞膜，其N末端插入到細胞膜的結構內，並且與膜上的心磷脂和磷脂酰肌醇結合，因形成孔道而釋放細胞內的物質，以及鈉和鈣的內流，最終發生壞死[13][14][15]。
- 第三是PKC-MAPK-AP-1相關的信號傳導通路。蛋白激酶C經zVAD的誘導後，激活絲裂原活化蛋白激酶（英语：Mitogen-activated protein kinase）（MAPK）及cJUN氨基末端激酶（英语：c-Jun N-terminal kinases），過程中會聯合細胞外信號調節激酶活化AP-1轉錄因子（AP-1），令其參與到壞死的調控和信號傳導中，並且承擔類似於RIP1/RIP3信號傳導通路中，重要信號因子NF-κB的角色。
- 第四是ROS相關的代謝調控途徑，包括直接方式及間接方式。直接方式即由ROS阻斷細胞的能量代謝鏈，因細胞能量代謝出現障礙而直接引致細胞死亡。間接方式即ROS活化後對細胞器膜產生的損傷效應。在溶酶體及線粒體等重要亞細胞結構受到ROS的損傷而出現通透性的改變後，會導致細胞能量出現障礙和大量溶酶體的釋放及活化，誘發細胞的自我消化，從而加速細胞死亡。然而，ROS誘發的細胞死亡是壞死的主要執行程序，還是部分細胞發生的個別死亡現象尚有爭議[16]，缺乏有說服力的證據來證實。

## 原因

### 外在因素
引起壞死的外部因素包括機械性創傷（對身體的物理損害會導致細胞破裂）、對血管的損害（可能會破壞相關組織的血液供應），以及局部缺血等。由於細胞破裂，極高或極低的溫度會導致壞死。在凍傷中，會形成晶體，從而增加剩餘組織和液體的壓力，繼而導致細胞破裂。在極端條件下，組織和細胞會通過對膜和細胞質不受控制的破壞過程而死亡。

### 內部因素
引起壞死的內部因素包括玻璃體營養不良、神經細胞的損傷和麻痺。胰腺酶（一種脂酶）是脂肪組織壞死的主要原因。壞死可以被免疫系統的成分激活，例如補體系統、細菌毒素、已活化的自然殺傷細胞，以及腹膜巨噬細胞等。具有免疫屏障（腸粘膜）的細胞，由病原體誘導的壞死程序，可以減輕病原體通過受炎症影響的表面的入侵。毒素和病原體可能導致壞死，而蛇毒等則可能會抑制酶並導致細胞死亡。大虎頭蜂造成的刺傷也會造成壞死性傷口。病理學的特徵是細胞因子的分泌不足，而一氧化氮和活性氧類會伴隨著細胞的嚴重壞死性死亡。壞死的一個典型例子是缺血，它導致氧氣、葡萄糖和其他營養因子的大量消耗，並且引起內皮細胞和神經元、心肌細胞及腎細胞等周邊組織，不增殖細胞的大量壞死性死亡。有細胞學研究表明，壞死不僅發生於病理事件發生的期間，還是某些生理過程的一部分。由活化所誘導的原發性T淋巴細胞死亡，以及免疫反應的其他重要組成部分並不依賴胱天蛋白酶，並且壞死，故而研究人員已經證明壞死細胞死亡的發生，不僅可以發生在病理過程中，而且可以發生在組織更新、胚胎發育和免疫反應等正常過程中。

## 發病機理

### 途徑
壞死被認為是不受管制的過程，然而在生物體內可能存在兩種廣泛的壞死途徑。第一種壞死途徑最初涉及缺血性細胞死亡及腫瘤浸潤，並且發生細胞腫脹，受影響的細胞開始起泡，隨後出現固縮現象。最終細胞核溶解到細胞質中，即核溶解。第二種壞死途徑在細胞凋亡後發生，明顯的細胞變化是細胞核破裂成碎片，即核碎裂。

### 組織病理學改變
壞死的核變化及其變化的特徵取決於其DNA分解的方式：
- 核溶解：由於降解導致的去氧核糖核酸丟失，細胞核內的染色質會褪色。
- 核碎裂：細胞核碎片完全擴散。
- 固縮：細胞核縮小，出現染色質凝結。

壞死中其他典型的細胞變化包括：
- 經蘇木精-伊紅染色染色的樣本的細胞質嗜酸性粒細胞增多，即細胞質內顏色較深的斑點。
- 使用電子顯微鏡進行觀察時，細胞膜看起來不連續，而這種不連續的膜是由細胞起泡和微絨毛的喪失引起的[2]。

除此之外，在較大的組織學範圍內，pseudopalisades（false palisades）是指圍繞壞死組織的細胞密集區域，而Pseudopalisading 壞死表明是侵襲性腫瘤。

## 治療
壞死的原因很多，故而治療是基於壞死的產生方式。治療壞死通常涉及兩個不同的過程，通常必須先處理導致壞死的根本原因，然後才能處理死亡組織。
- 清創術是壞死的標準療法，通過手術或非手術手段清除死亡的組織。根據壞死的嚴重程度，其範圍可能從去除小塊皮膚到完全切除受影響的四肢或器官。以化學方法清除壞死組織是另一種選擇，其中酶清創劑分為蛋白酶解、纖維蛋白分解（英语：Fibrinolysis）及膠原酶，用於靶向死亡組織的各種成分[23]。在某些情況下，採用Lucluc sericata（英语：Common green bottle fly）幼蟲的蛆療法（英语：Maggot therapy）可以去除壞死的組織和感染[24]。
- 在心肌梗塞等局部缺血的情況下，對組織血液供應的限制會導致缺氧，並且產生活性氧類，而活性氧類會與蛋白質和膜發生反應，並且破壞蛋白質和膜，然而可以採用抗氧化劑來清除活性氧類[25]。
- 由物理因素引起的傷口（包括物理創傷和化學灼傷（英语：Chemical burn））可以用抗生素和抗炎性藥物治療，防止細菌感染和炎症，而保持傷口清潔免受感染也可以防止壞死。
- 化學品和有毒物質（例如藥物、酸及鹼）與皮膚會發生反應，導致皮膚脫落及壞死。因此，治療包括鑑定和終止使用對皮膚有害的藥物，然後治療傷口（包括預防感染及儘可能使用免疫抑制療法，例如消炎藥或免疫抑製劑等）[26]。以被蛇咬傷後的治療為例子，使用抗蛇毒血清可以阻止毒素的傳播，同時利用抗生素來阻止感染[27]。

即使阻止導致細胞壞死的最初原因後，壞死的組織仍會保留在體內。機體對細胞凋亡的免疫反應（涉及細胞物質的自動分解和再循環），卻不會被壞死細胞的死亡所觸發的，因為凋亡途徑並不能正常運作。

## 植物
如果缺乏鈣就不能合成果膠，故而因不能結合細胞壁而阻礙了分生組織，最終導致莖、根尖和葉邊緣壞死。例如，由於存在着植物病原體，組織壞死可在阿拉伯芥中發生，而索諾拉沙漠中的仙人掌（如巨人柱和Pachycereus pringlei）等則經常形成壞死的斑塊。Drosophila mettleri已經擁有p450排毒系統，使其能夠使用這些壞死斑塊中釋放出來的分泌物來築巢和餵養幼蟲。

## 另見
- 失血管性壞死（英语：Avascular necrosis）
- 凍傷
- 壞疽
- 壞死性筋膜炎
- 顎骨壞死（英语：Osteonecrosis of the jaw）
- 毒性表皮溶解症（英语：Toxic epidermal necrolysis）